# Alex Etel
Alex Etel (de son nom de naissance Alexander Nathan Etel) est un acteur britannique, né le 19 septembre 1994, à Manchester en Angleterre. Il est principalement connu pour avoir interprété le rôle de Damian dans le film de Millions en 2004 et le rôle de Tolly dans Le Secret de Green Knowe.

## Filmographie partielle

### Cinéma
- 2004 : Millions : Damian Cunningham
- 2007 : Le Dragon des mers : La Dernière Légende : Angus MacMorrow
- 2009 : Le Secret de Green Knowe : Tolly
- 2010 : Ways to Live for Ever : Felix

### Télévision
- 2007-2009 :  Cranford (série télévisée) : Harry Gregson

## Distinctions

### Nominations
- Saturn Award :
  - Nommé au Saturn Award du meilleur jeune acteur 2006 (Millions)
  - Nommé au Saturn Award du meilleur jeune acteur 2008 (Le Dragon des mers : La Dernière Légende)
- Young Artist Award :
  - Nommé à la Meilleure prestation dans un film - Premier rôle masculin 2008 (Le Dragon des mers : La Dernière Légende)
- British Independent Film Awards
  - Nommé au Meilleur espoir 2005 (Millions)
- Broadcast Film Critics Association Awards
  - Nommé au Critics' Choice Movie Award du meilleur espoir 2006 (Millions)